# بول فريدريكسن
بول فريدريكسن (بالدنماركية: Poul Frederiksen)‏ هو لاعب كرة قدم دنماركي، ولد في 9 أبريل 1950.